# Ezinne Okparaebo
Ezinne Okparaebo (née le 3 mars 1988 à Imo, au Nigeria) est une athlète norvégienne spécialiste du 100 mètres.

## Carrière
Elle se révèle durant la saison 2007 en s'adjugeant le titre du 100 m des Championnats d'Europe juniors, établissant en 11 s 45 un nouveau record national junior de Norvège. Éliminée au stade des quarts de finale lors des Jeux olympiques de 2008, Ezinne Okparaebo remporte en début d'année 2009 la médaille d'argent du 60 m lors des Championnats d'Europe en salle d'Hengelo où elle s'incline de trois centièmes de secondes face à la Russe Yevgeniya Polyakova et établit un nouveau record personnel sur la distance en 7 s 21.
Son record personnel sur 100 m est de 11 s 16, établi le 2 juin 2012 lors du meeting de Florø. Elle améliore ce temps à 11 s 10 aux Jeux olympiques de Londres.
Le 10 février 2017, elle court en 7 s 13 à Toruń sur 60 m, battue au millième par la championne du monde en salle en titre Barbara Pierre.

### Vie privée
Elle a une sœur, Chiamaka, spécialiste du triple saut.

## Palmarès
| Date | Compétition                          | Lieu                               | Résultat | Épreuve   | Temps   |
| ---- | ------------------------------------ | ---------------------------------- | -------- | --------- | ------- |
| 2005 | Fest. olympique de la jeunesse euro. | Lignano Sabbiadoro                 | 3e       | 100 m     | 11 s 85 |
| 2007 | Championnats d'Europe juniors        | Hengelo                            | 1re      | 100 m     | 11 s 45 |
| 2009 | Championnats d'Europe en salle       | Turin                              | 2e       | 60 m      | 7 s 21  |
| 2010 | Championnats d'Europe par équipes    | Bergen                             | 2e       | 100 m     | 11 s 30 |
| 2010 | Championnats d'Europe                | Barcelone                          | 4e       | 100 m     | 11 s 23 |
| 2011 | Championnats d'Europe en salle       | Paris                              | 3e       | 60 m      | 7 s 20  |
| 2012 | Championnats d'Europe                | Helsinki                           | 4e       | 100 m     | 11 s 39 |
| 2013 | Championnats d'Europe en salle       | Göteborg                           | 7e       | 60 m      | 7 s 16  |
| 2014 | Championnats d'Europe par équipes    | Tallinn                            | 1re      | 100 m     | 11 s 41 |
| 2015 | Championnats d'Europe en salle       | Prague                             | 4e       | 60 m      | 7 s 10  |
| 2015 | Championnats d'Europe par équipes    | Tcheboksary                        | 7e       | 100 m     | 11 s 79 |
| 2015 | Championnats d'Europe par équipes    | Tcheboksary                        | 7e       | 4 x 100 m | 43 s 94 |
| 2017 | Circuit mondial en salle de l'IAAF   | Circuit mondial en salle de l'IAAF | 3e       | 60 m      | détails |
| 2019 | Championnats d'Europe par équipes    | Sandnes                            | 5e       | 100 m     | 11 s 86 |

- Championne de Norvège du 100 m en 2005, 2006, 2008, 2009 et 2015

## Records
| Épreuve    | Temps   | Lieu    | Date        |
| ---------- | ------- | ------- | ----------- |
| 60 mètres  | 7 s 10  | Prague  | 8 mars 2015 |
| 100 mètres | 11 s 10 | Londres | 3 août 2012 |